# Russos
Els russos (русские, rússkie en rus) són un grup ètnic eslau de l'est natiu de Rússia, que parlen l'idioma rus i que viuen majoritàriament a Rússia i els països adjacents. El terme pot usar-se indistintament per a ciutadans de Rússia, independentment de la seva ètnia, o per aquells d'ètnia russa.
El nom dels russos deriva de gent rus de l'edat mitjana, un grup de comerciants i guerrers nòrdics que es van traslladar des de l'altra banda del mar Bàltic i van tenir un paper important en la fundació. dels primers eslaus orientals estat que més tard esdevingué la Rus de Kíev.
La idea d'una única "nació de tota Rússia" que abasta els pobles eslaus de l'est, o una "nació triuna" de tres germans "Gran Rúsia", " Petita Rússia" (ucraïnès: Мала Русь), i els pobles "Rus Blanc" (és a dir, Bielorús) es van convertir en la doctrina oficial de l'Imperi Rus a partir de principis del segle XIX.:25-26